# Sierra Leones folkparti
Sierra Leones folkparti (Sierra Leone People's Party, SLPP) är ett politiskt parti i Sierra Leone, bildat i april 1951 genom samgående mellan Peoples Party, Protectorate Education Progressive Union och Sierra Leone Organisation Society.
Partiet dominerade från början politiken i hemlandet och bildade Sierra Leones första regering sedan landet blivit självständigt 1961. Partiledaren Milton Margai blev då premiärminister. Vid dennes död 1964 tog brodern Albert Margai över. Han var inte tillnärmelsevis lika populär som brodern och i nästa val (1967) förlorade man sin parlamentariska majoritet. Margai vägrade dock lämna ifrån sig makten och övertalade militären, under ledning av Lansan, att göra en kupp och överlämna landets styre till ett nationellt reformråd, där SLPP kunde fortsätta att utöva ett betydligt inflytande.
Lansan störtades dock snabbt i en kontrakupp ledd av Blake. Dennes militärjunta kollapsade dock 1969 under folkliga protester från fackföreningar, universitetsstudenter och Allmänna folkkongressen (APC). Det sistnämnda partiets ledare Siaka Stevens blev president. När denne 1978 utropade Sierra Leone till en enpartistat valde alla SLPP:s parlamentsledamöter (utom en) att gå med i APC.
1982 bröt Ndogboyosoi-kriget ut mellan APC-regeringen och SLPP i södra delarna av landet.
1996 vann SLPP:s Ahmad Tejan Kabbah presidentvalet över huvudmotståndaren John Karefa-Smart från Förenade nationella folkpartiet (UNPP).
I de allmänna valen den 14 maj 2002 fick partiet 69,9 % av rösterna och 83 av de 112 mandaten i parlamentet. Samtidigt omvaldes Kabbah till president, med 70,1 % av rösterna.
I augusti 2007 tappade SLLP väljarstöd, bland annat till Folkrörelsen för demokratisk förändring (PMDC) som bildats av avhoppare från partiet.
SLPP fick endast 43 platser i parlamentet och fick lämna över makten till APC. I presidentvalet samma år förlorade SLPP:s kandidat, vicepresidenten Solomon Berewa, den avgörande andra valomgången den 8 september.